# Site mégalithique du plateau de Poujoulet
Le site mégalithique du plateau de Poujoulet est un site mégalithique regroupant trois dolmens situé sur le territoire des communes de Marvejols et Montrodat, dans le département de la Lozère en France.

## Localisation
Le site comprend un dolmen double, dit dolmen du Poujoulet à Marvejols, et un second dolmen, appelé dolmen de la Croix du Siffleur à Montrodat.

## Historique
À la fin du XIXe siècle, Barthélémy Prunières fouille quatre dolmens qu'il nomme la Cave aux Fées, le Rendez-vous de la Magie, le Repas des Magiciens et le Tombeau du Géant. 
Un dolmen est classé au titre des monuments historiques en 1889 et le site est inscrit, pour trois dolmens, au titre des monuments historiques par deux arrêtés du 20 avril 1990.

## Description
Selon Prunières, le Rendez-vous de la Magie serait un dolmen double constitué de deux monuments distincts réunis à angle droit, le plus grand étant orienté nord-sud et le plus petit ouest-est mais Adrien de Mortillet a émis l'hypothèse qu'il s'agirait d'un unique dolmen, coudé, la chambre la plus petite correspondant alors au vestibule.